# NGC 394
NGC 394 è una piccola galassia lenticolare situata nella costellazione dei Pesci, a una distanza di circa 199 milioni di anni luce dalla nostra Via Lattea.

## Scoperta
La galassia è stata scoperta il 26 ottobre 1854 dall'astronomo irlandese R. J. Mitchell.

## Descrizione
Dato il valore della sua luminosità superficiale pari a 11,94, NGC 394 può essere inclusa tra le galassie che presentano una elevata luminosità superficiale.